# Menelikia
Menelikia — рід вимерлих оленеподібних (Artiodactyla) ссавців родини бикових (Bovidae). Він жив від середнього пліоцену до середнього плейстоцену (приблизно 4,1–1,4 мільйона років тому), і його скам'янілості знайдені в Східній Африці.

## Опис
Ймовірно, ця тварина була схожа на сучасного Kobus ellipsiprymnus або Kobus megaceros. Це була антилопа середнього чи великого розміру.